# Hutag-Öndör járás
Hutag-Öndör járás (mongol nyelven: Хутаг-Өндөр сум) Mongólia Bulgan tartományának egyik járása. Területe 5100 km². Népessége kb. 5200 fő.
Székhelye Hutag (Хутаг), mely 150 km-re északnyugatra fekszik Bulgan tartományi székhelytől.